# Трудова (станція)
Трудова́ — вантажно-пасажирська залізнична станція Донецької дирекції Донецької залізниці. Розташована в Калінінському районі Горлівки, Горлівська міська рада, Донецької області на лінії Микитівка — Попасна між станціями Микитівка (3 км) та Доломіт (11 км).
Через військову агресію Росії на сході України транспортне сполучення припинене.